# Temná legenda
Temná legenda (ang. titul Urban Legend) je americký hororový film z roku 1998, který natočil Jamie Blanks.

## Děj
Podle místní městské legendy zavraždil jeden profesor před 25 lety na harvardu šest svých studentů. Nyní je to pouze legenda až do doby, co se studentka Natálie a její přátelé opravdu přesvědčí o vrahovi, který na Pendltonské univerzitě nejspíš znovu začal řádit.